# Windlust (Wassenaar)
Windlust is een korenmolen in het centrum van Wassenaar. Deze molen komt uit de zeventiende eeuw. Het is een ronde stenen stellingmolen op een achtkantige onderbouw. De vlucht bedraagt 24,80 meter.
In 1668 krijgt de molenaar toestemming om een nieuwe molen te bouwen. Waarschijnlijk heeft op dezelfde plaats al tweemaal eerder een korenmolen gestaan. In de periode 1821-1961 waren vier generaties van de familie Mansvelt eigenaar en molenaar. Begin 1962 is de molen voor een vriendenprijs aan de gemeente Wassenaar verkocht. Daarna heeft in 1963-1964 een grote restauratie plaatsgevonden. In 1998-1999 is de molenwoning gerestaureerd.

## Twee voorgangers
- In 1406 wordt een molen in een akte vermeld. In 1439 wordt diezelfde molen aangeduid als: "de molen (...) te Zuydwijck". Deze molen is in 1573 door Leidenaren verwoest in verband met het dreigende beleg van de stad Leiden.
- In 1577 worden de restanten van de korenmolen te Voorschoten (die om dezelfde reden was afgebroken) gebruikt om in Wassenaar een nieuwe korenmolen te bouwen.

## Trivia
- In 1910 stond de molen nog aan de rand van de bebouwde kom. Toen stond de molen nog langs de Molensloot. Daarna pas werd de molen steeds meer ingesloten door bebouwing.
- De molen is op veel prentbriefkaarten afgebeeld, en ook op veel familiekiekjes.